# Parathesis pipolyana
Parathesis pipolyana är en viveväxtart som beskrevs av Ricketson. Parathesis pipolyana ingår i släktet Parathesis och familjen viveväxter. Inga underarter finns listade i Catalogue of Life.